# Pizy
Pizy (toponimo francese) è una frazione di 76 abitanti del comune svizzero di Aubonne, nel Canton Vaud (distretto di Morges).

## Storia

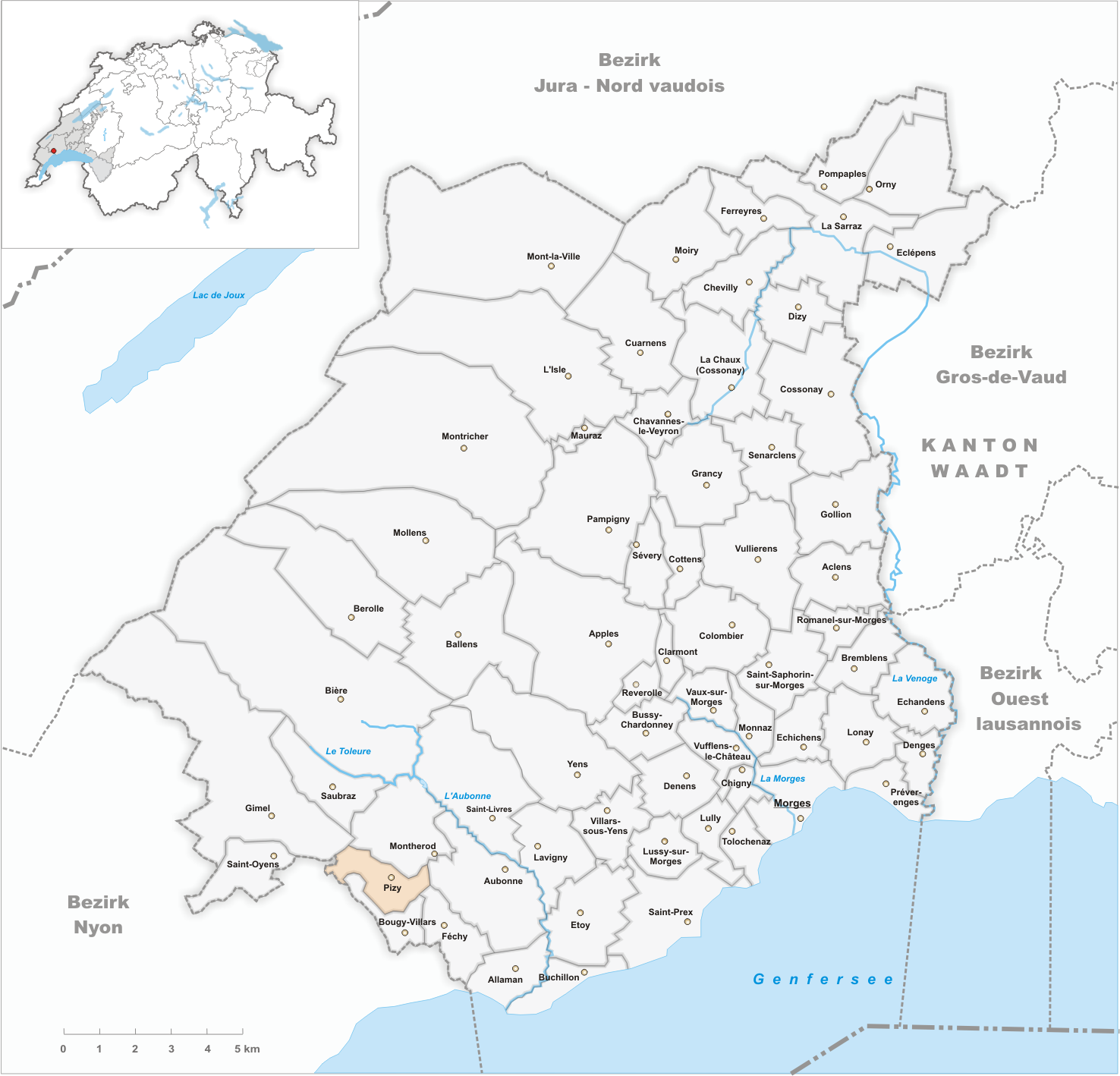
Il territorio del comune di Pizy prima degli accorpamenti comunali del 2011

Già comune autonomo che si estendeva per 2,51 km², nel 2011 è stato accorpato al comune di Aubonne.

## Società

### Evoluzione demografica
L'evoluzione demografica è riportata nella seguente tabella:
Abitanti censiti

## Amministrazione
Ogni famiglia originaria del luogo fa parte del cosiddetto comune patriziale e ha la responsabilità della manutenzione di ogni bene ricadente all'interno dei confini della frazione.